# Glen Burdon
Glen William Burdon (* 4. August 1954 in Lumsden, Saskatchewan) ist ein ehemaliger kanadischer Eishockeyspieler, der im Verlauf seiner aktiven Karriere zwischen 1971 und 1978 unter anderem elf Spiele für die Kansas City Scouts in der National Hockey League (NHL) auf der Position des Centers bestritten hat. Den Großteil seiner kurzen Zeit als Aktiver verbrachte Burdon jedoch in den Minor Leagues.

## Karriere
Burdon verbrachte seine Juniorenzeit zwischen 1971 und 1974 bei den Regina Pats in der Western Canada Hockey League (WCHL), nachdem er die Spielzeit 1970/71 bei den Fort Qu’Appelle Silver Foxes in der Saskatchewan Junior Hockey League (SJHL) gespielt hatte. Bei den Pats absolvierte der Stürmer drei erfolgreiche Jahre, obwohl er in seinem zweiten Ligajahr lediglich 46 Partien bestritt. In der Saison 1973/74 sicherte sich Burdon mit den Regina Pats das Double bestehend aus dem President’s Cup der WCHL sowie dem prestigeträchtigen Memorial Cup der gesamten Canadian Hockey League. Zum Gewinn des Memorial Cups trug er dabei in drei Spielen zwei Tore bei, die ihm die Berufung ins All-Star Team des Wettbewerbs bescherten. Anschließend wurde er sowohl im NHL Amateur Draft 1974 in der zweiten Runde an 20. Position von den neu gegründeten Kansas City Scouts aus der National Hockey League (NHL) als auch im WHA Amateur Draft 1974 in der zweiten Runde an 23. Stelle von den Edmonton Oilers aus der zu dieser Zeit mit der NHL in Konkurrenz stehenden World Hockey Association (WHA) ausgewählt.
Der Kanadier entschied sich nach dem Ende seiner Juniorenkarriere in die Vereinigten Staaten und in die Organisation der Kansas City Scouts zu wechseln. Zum Beginn der Spielzeit 1974/75 kam der Angreifer in elf Partien für die Scouts zum Einsatz und lief zudem für deren Farmteam Baltimore Clippers in der American Hockey League (AHL) auf. Nachdem sich die Clippers während der laufenden Saison aus dem Spielbetrieb zurückgezogen hatten, lief der Angreifer im restlichen Verlauf der Spielzeit für die Providence Reds in der AHL auf. Für Kansas City kam er nicht mehr zu Einsätzen. Im August 1975 wurde Burdon gemeinsam mit Peter McDuffe zu den Detroit Red Wings transferiert, die im Gegenzug Bill McKenzie und Gary Bergman an die Scouts abgaben. In Detroit gelang Burdon jedoch auch nicht der dauerhafte Sprung in die NHL. Er spielte in der Saison 1975/76 ausschließlich für den AHL-Kooperationspartner New Haven Nighthawks. Aufgrund der erlittenen Verletzungen bei einem Verkehrsunfall bestritt der Mittelstürmer aber nur 23 Partien.
In der Folge war Burdon nur noch sporadisch professionell im Einsatz. In der Saison 1976/77 stand er dreimal für Detroits Farmteam Kansas City Blues in der Central Hockey League (CHL) auf dem Eis. Danach verbrachte er eine Spielzeit im Amateureishockey in seiner Heimatprovinz Saskatchewan bei den Regina Steelers. Seine letzten professionellen Einsätze absolvierte der 24-Jährige in der Saison 1978/79 für die Fort Wayne Komets in der International Hockey League (IHL).

## Erfolge und Auszeichnungen
- 1974 President’s-Cup-Gewinn mit den Regina Pats
- 1974 Memorial-Cup-Gewinn mit den Regina Pats
- 1974 Memorial Cup All-Star Team

## Karrierestatistik
(Legende zur Spielerstatistik: Sp oder GP = absolvierte Spiele; T oder G = erzielte Tore; V oder A = erzielte Assists; Pkt oder Pts = erzielte Scorerpunkte; SM oder PIM = erhaltene Strafminuten; +/− = Plus/Minus-Bilanz; PP = erzielte Überzahltore; SH = erzielte Unterzahltore; GW = erzielte Siegtore; 1 Play-downs/Relegation; Kursiv: Statistik nicht vollständig)